# Consejo Real del rey de Aragón
El Consejo Real del rey de Aragón, Consejo del rey o Curia regia era, desde la Baja Edad Media, el organismo consultivo de un soberano de la corona de Aragón.

## Origen
En el caso de la Corona de Aragón derivó de la curia regia o corte, de la que se independizó a finales del siglo XIII.

## Composición
Fue regulado por Alfonso III de Aragón "el Franco", el 1286, y, sobre todo, por Pedro IV "el Ceremonioso " en las Ordenaciones del 1344. Eran miembros permanentes el canciller, el vicecanciller, los mayordomos del Reino de Aragón, del Principado de Cataluña, de Valencia y de Mallorca, los chambelanes reales, el maestre racional, el tesorero, los auditores, secretarios y los promovedores, además de los miembros de la familia real, nobles, eclesiásticos, juristas, etc., que el rey quisiera llamar.

## Funciones
Era presidido por monarca y tenía unas funciones amplias en relación a aspectos  políticos,  administrativos,  diplomáticos, militares,  judiciales o  económicos. Preparaba las cartas políticas y los mandatos reales que eran redactados y expedidos por la Cancillería Real.
Normalmente seguía el rey en sus desplazamientos, pero cuando estos eran fuera de los reinos patrimoniales, una parte del consejo, reforzada con altas personalidades eclesiásticas, noble seno de las ciudades, permanecía junto al procurador general en Barcelona y Valencia para entender en los asuntos más urgentes.

## Evolución
Reformado por Fernando el Católico el 1.493, tomó en adelante el nombre de Consejo Supremo de la Corona de Aragón. Fue abolido el 1707 por Felipe V de España y sus funciones fueron asumidas por Consejo de Castilla.